# 익스펜더블 4
《익스펜더블 4》(영어: Expend4bles)는 2023년 개봉한 미국의 액션 영화이다. 영화 《익스펜더블》 시리즈의 네 번째 작품이다.

## 출연진
- 제이슨 스테이섬 - 리 크리스마스
- 커티스 잭슨 - 이지 데이
- 메건 폭스 - 지나
- 돌프 룬드그렌 - 거너 젠슨
- 토니 자 - 데차
- 이코 우와이스 - 수아르토
- 랜디 커투어 - 톨 로드
- 앤디 가르시아 - 마시
- 실베스터 스탤론 - 바니 로스
- 제이컵 시피오 - 갈란
- 레비 트랜 - 래시
- 실라 샤 - 맨디
- 에디 홀